# Despe e Siga
Despe e Siga waren eine portugiesische Ska/Garage Rock-Band aus Lissabon.

## Geschichte
Seit dem Sommer 1992 begannen die Musiker der bekannten Punkband Peste & Sida (dt.: Pest und Aids) vereinzelt Konzerte in kleinen Clubs und Bars zu spielen, bei denen sie nicht unter ihrem Namen auftraten, sondern Coverversionen ihrer persönlichen Lieblingslieder spielten, von Bands wie The Ramones, The Clash, The Beatles, The Specials, u. a. Vor allem ab 1994 trat die neue Band regelmäßig auf, unter dem Namen Despe & Siga (dt. etwa: Ausziehen und Weitermachen), als lautmalerisch-veralbernde Verballhornung des Bandnamens Peste & Sida. Im gleichen Jahr erschien ihr Debüt-Album, das vom Ska geprägt war, aber auch Rock-’n’-Roll- und Beat-Stücke aufwies. So wurde das fröhliche Festa, eine Ska-Version des The-Pogues-Songs Fiesta, als Single das bekannteste Lied des Albums, insbesondere wegen der Beschreibung eines Hinterhoffestes mit viel Vinho Verde der Marke Casal Garcia. Die Band gewann damit ein breiteres Publikum, insbesondere auf den großen Semesterabschlussfeiern, den Queima das Fitas.
Auf ihrem zweiten Album Os Primos (dt.: Die Cousins) nahm die Gruppe 1996 dann bereits überwiegend eigene Stücke auf, mit Sérgio Godinho bei Tou Bom (dt.: Bin gut drauf). Neben Ska-Stücken, etwa dem populären TV Ska, waren Garage Rock- und Beat/Rock ’n’ Roll-Lieder mitbestimmend. Die Band gab zahlreiche Konzerte, darunter einige in Paris und Kanada. Ihr drittes Album 99.9 zeigte zahlreiche Madness-Bezüge und Ska- und Dub-Einflüsse. Neben fröhlichen, unbeschwerten Liedern waren auch gelegentlich nachdenklichere Zwischentöne in einige Liedern zu hören, dazu auch einige elektronische Elemente. Das Album enthielt nur selbstgeschriebene Stücke, und sein bekanntestes Lied wurde, neben Radio Ska, das ruhigere Popstück Manual do Gelo (dt.: Handbuch des Eises). Es war die Single des Albums und wies insbesondere in seinen hymnischen Refrains Bezüge zu Britpop-Bands wie Oasis auf.
Danach nahmen die Aktivitäten der Band ab, insbesondere nach dem Ausstieg dreier Mitglieder in 2000. 2004 stieg San Payo aus. Die Band gilt seit Mitte der 2000er Jahre als aufgelöst. Parallel dazu haben Peste & Sida, mit San Payo, seit 2004 einen Neustart unternommen und mehrere neue Alben eingespielt. Luís Varatojo, einer der prägendsten Mitglieder in beiden Bands, ist nicht wieder bei Peste & Sida eingestiegen, sondern hat sich anderen Projekten zugewandt, etwa A Naifa.

## Diskografie
- 1994: Despe e Siga
- 1996: Os Primos
- 1999: 99.9